# Municipio de Onondaga
El municipio de Onondaga (en inglés: Onondaga Township) es un municipio ubicado en el condado de Ingham en el estado estadounidense de Míchigan. En el año 2010 tenía una población de 3158 habitantes y una densidad poblacional de 33,42 personas por km².

## Geografía
El municipio de Onondaga se encuentra ubicado en las coordenadas 42°28′30″N 84°32′51″O / 42.47500, -84.54750. Según la Oficina del Censo de los Estados Unidos, el municipio tiene una superficie total de 94.5 km², de la cual 93,53 km² corresponden a tierra firme y (1,02 %) 0,96 km² es agua.

## Demografía
Según el censo de 2010, había 3158 personas residiendo en el municipio de Onondaga. La densidad de población era de 33,42 hab./km². De los 3158 habitantes, el municipio de Onondaga estaba compuesto por el 95,44 % blancos, el 0,66 % eran afroamericanos, el 0,57 % eran amerindios, el 0,44 % eran asiáticos, el 1,04 % eran de otras razas y el 1,84 % eran de una mezcla de razas. Del total de la población el 3,67 % eran hispanos o latinos de cualquier raza.